# Monika Kaelin
Monika Kaelin (* 13. Oktober 1954 in Schwyz) ist eine Schweizer Sängerin, Texterin und Schauspielerin.

## Leben
Die gelernte Kindergärtnerin betätigte sich als Fotomodell und studierte am Konservatorium Gesang und Violine. Als Schauspielerin agierte sie in Lustspielfilmen und Sketches und machte sich so einen internationalen Namen. Erstmals schweizweit bekannt wurde sie mit Sexfilmen und besonders mit ihren Nacktfotos als „Pet of the Month“ für das US-amerikanische Männermagazin Penthouse im Mai 1980.
1987 nahm sie mit dem von ihr komponierten und getexteten Lied Urlaub im Schweizerland am Grand Prix der Volksmusik teil. Von 1996 bis 1997 war sie die einzige Verwaltungsrätin im Bernhard-Theater in Zürich. 1997 gründete sie ihre eigene Firma, die Theater und Musik GmbH. Seit 1998 amtiert sie als Präsidentin des Vereins Show-Szene Schweiz/Prix Walo. Seit 1999 ist sie auch im Vorstand der SUISA.
Der schwarze Hecht ist eine Eigenproduktion aus dem Jahr 1997. Das Musical wurde im Sommer 2007 auf der Rigi aufgeführt. Kaelin sang darin das Chanson O mein Papa von Paul Burkhard. Ihre Karriere führte sie auch zu Radio Zürisee und Radio Central, bei denen sie als Moderatorin mitwirkte.
Ihr langjähriger Lebenspartner, der bekannte Schweizer Fussballspieler Fritz Künzli, starb 2019. Mit ihm verband sie eine sehr enge Beziehung.
Sie wohnt und arbeitet heute in Zürich und Gersau.

## Filmografie (Auswahl)
- 1977: Frauen im Liebeslager
- 1981: Mädchen nach Mitternacht
- 1982: S.A.S. Malko – Im Auftrag des Pentagon (S.A.S. à San Salvador)
- 1983: Plem, Plem – Die Schule brennt
- 1991: Gefährliche Straßen
- 2006: Schöni Uussichte - Bienvenidos in Europa